# Gary Anderson (fléchettes)
Pour les articles homonymes, voir Gary Anderson et Anderson.
Gary Anderson (né le 22 décembre 1970 à Musselburgh) est un joueur professionnel écossais de fléchettes, ancien numéro un mondial à la BDO et à la WDF. Il remporte à deux reprises les Championnats du Monde de la PDC en 2015 et 2016, après des victoires contre Phil Taylor et Adrian Lewis, respectivement. Il est également finaliste de cette même compétition en 2011, 2017 et 2021. Au cours de sa carrière, il remporte également l'International Darts League (en) et le World Darts Trophy (en) en 2007, les Finder Darts Masters (en) en 2007 et 2008, la Premier League Darts en 2011 et 2015, les Players Championship Finals (en) en 2014, l'UK Open (en), le World Matchplay (en) et la Champions League of Darts (en) en 2018, et la PDC World Cup of Darts (en) en 2019. Il est le quatrième joueur à avoir remporté le plus de tournois PDC Pro Tour (en), derrière Michael van Gerwen, Phil Taylor et Peter Wright.
Il est surnommé The Flying Scotsman ("L’Ecossais Volant").

## Nine-dart finishes
| N° | Date            | Adversaire    | Tournoi                                 | Méthode                         |
| -- | --------------- | ------------- | --------------------------------------- | ------------------------------- |
| 1  | 8 Juin 2012     | Davey Dodds   | UK Open                                 | 3 x T20; 3 x T20; T20, T19, D12 |
| 2  | 2 Janvier 2016  | Jelle Klaasen | Championnat du monde de fléchettes 2016 | 3 x T20; 3 x T20; T20, T19, D12 |
| 3  | 26 Juillet 2018 | Joe Cullen    | World Matchplay                         | 3 x T20; 3 x T20; T19, T20, D12 |